# مات جونز (لاعب كرة قدم أمريكية)
مات جونز (بالإنجليزية: Matt Jones)‏ هو لاعب كرة قدم أمريكية أمريكي، ولد في 7 مارس 1993 في تامبا في الولايات المتحدة.

## وصلات خارجية
- مات جونز على موقع مرجع كرة القدم المحترفة.كوم (الإنجليزية)